# Manuel Lisa
Manuel Lisa (8 septembre 1772 - 12 août 1820) était un commerçant américain de fourrures reconnu et un explorateur qui fonda la compagnie de fourrures Missouri Fur Company.

## Biographie
Né à La Nouvelle-Orléans de parents espagnols (son père était un officiel en Espagne), il s’impliqua très vite dans le commerce de la fourrure. Il se maria une première fois en 1796 avec Polly Charles Chew et géra un bateau à marchandises sur le fleuve Mississippi. Il participa aussi à la préparation de l’expédition de Lewis et Clark de 1803 à 1804.
En 1809, il créa la St. Louis Missouri Fur Company en association avec William Clark, Andrew Henry, et Jean-Pierre Chouteau. Il réalisait des expéditions de recherches de fourrures parfois composées de 350 hommes.
Lisa fut le premier colon américain du Nebraska où il bâtit en 1812 le fort Lisa près de la localité actuelle de North Omaha. 
Lisa se remaria en 1814 avec une femme de la tribu amérindienne Omaha. Il fut cette année délégué par William Clark pour dialoguer avec les tribus amérindiennes de la région de la rivière Kansas. 
Lisa passa l’hiver 1819-1820 au fort Lisa avec sa troisième femme, Mary Hempstead Keeney, avant de retourner à Saint-Louis où il mourut. Il y est enterré dans le cimetière Bellefontaine.